# Austkampane
Die Austkampane (norwegisch für Ostklippen) sind eine Gruppe bis zu 2210 m hoher Hügel im ostantarktischen Königin-Maud-Land. Sie ragen 8 km nördlich des Bergs Menipa im Gebirge Sør Rondane auf.
Norwegische Kartografen, die dieser Gebirgsgruppe auch ihren Namen gaben, kartierten sie 1946 anhand von Luftaufnahmen, die bei der Lars-Christensen-Expedition 1936/37 entstanden, sowie 1957 anhand ebensolcher der US-amerikanischen Operation Highjump (1946–1947).